# Erich Hoepner
Erich Hoepner (14. září 1886, Frankfurt nad Odrou – 8. srpna 1944, Berlín) byl generálplukovníkem německého Wehrmachtu.

## Život

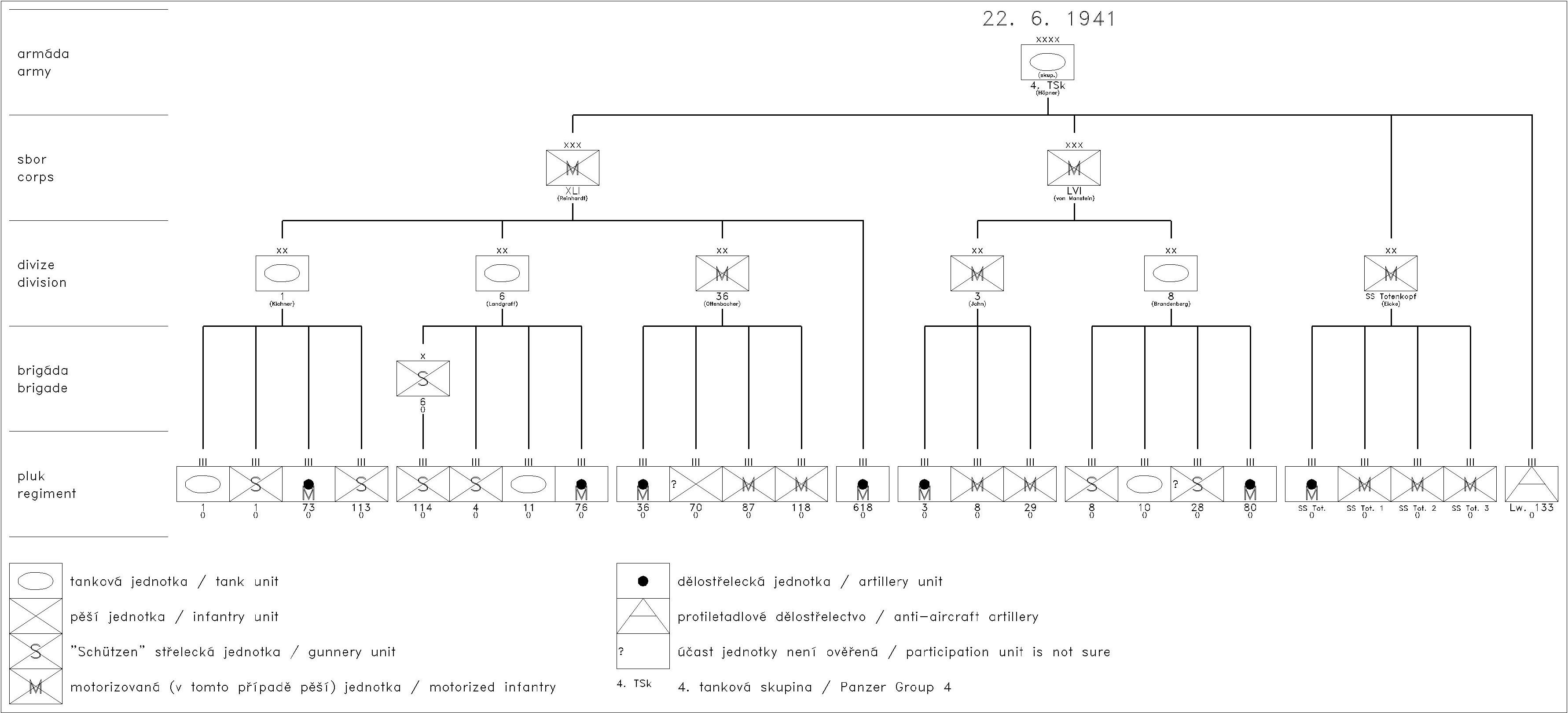
Hoepnerova skupina při zahájení operace Barbarossa

Do Německé císařské armády vstoupil v březnu 1905. V první světové válce sloužil jako nižší důstojník u jezdectva, posléze působil ve štábech sborů a koncem války ve štábech armád. Po válce zůstal v Reichswehru, kde sloužil v nižších štábech. Od dubna 1930 velel pěšímu praporu a v říjnu 1932 se stal velitelem 4. horského pluku. Od února 1933 opět sloužil ve vyšších štábech jako náčelník. V říjnu 1937 byl jmenován velitelem 1. lehké brigády, kterou v říjnu následujícího roku reorganizoval na 1. lehkou divizi. V listopadu 1938 již velel XVI. motorizovanému sboru.
S tímto sborem se účastnil polské kampaně i bitvy o Francii. V rámci chystané Operace Barbarossa, mu bylo svěřeno velení nad 4. tankovou skupinou , která spadala pod Skupinu armád Sever (von Leeb). Během pár dnů po začátku operace, se jeho tankové jednotky převalily přes Litvu a dosáhly mostů přes řeku Daugavu u Dvinsku v Lotyšsku, čímž se jim podařilo rozštěpit sovětskou Rudou armádu v Pobaltí. V následujících letních měsících, jeho tanková skupina postupovala přes Pskov do nitra Ruska, ale rostly i její problémy dané zvětšující se vzdáleností, tedy logistikou a opotřebováním techniky, ale i rozšiřující se frontou a tudíž rozmělňováním jednotek a nedostatkem posil na zaplnění utrpěných ztrát. Přes tyto problémy pronikly v září jeho jednotky až k Ladožskému jezeru.
Na podzim 1941, byla jeho tanková skupina přesunuta ke Skupině armád Střed (von Bock), aby podpořila útok na Moskvu. Když přešla v prosinci německá vojska do defenzívy a následně čelila sovětské ofenzívě, byl Hoepner jeden z mála německých velitelů, který si dokázal udržet chladnou hlavu a na vlastní odpovědnost začal provádět organizovaný ústup svojí 4. tankové skupiny a nově svěřené 3. tankové skupiny od „Moskevských bran“ ke Vjazmě, v souladu se sousední 9. armádou, čímž obě tankové skupiny uchránil od obklíčení a zničení. Ale díky opakovanému ignorování rozkazu od OKW (tedy od Hitlera) a jeho otevřenosti vůči nadřízeným, byl 8. ledna 1942 zbaven velení nad 4. tankovou armádou (přejmenovanou z jeho 4. tankové skupiny), propuštěn z Wehrmachtu spolu s odebráním práva nosit uniformu, práva na pobírání penze, bydlením ve služebním domě a zákazem nošení obdržených vyznamenání. Byl velmi přísně potrestán, snad nejpřísněji jako jeden z tzv. obětních beránků bitvy u Moskvy.
Nikdy nebyl příznivcem NSDAP a s postupem času se jeho odpor k vládě zvětšoval. Byl jedním ze spiklenců zasvěcených do atentátu na Hitlera 20. července 1944. Po nezdařeném atentátu byl zatčen gestapem, v berlínské věznici byl mučen a následně na rozkaz Hitlera popraven.

## Válečné zločiny
Na výstavě, která se uskutečnila v lednu 2009 v Mnichově, bylo uvedeno že generál Hoepner před útokem na Sovětský svaz, uložil podřízeným jednotkám zastřelení zajatých politických důstojníků Rudé armády, jak to požadoval Adolf Hitler ve svém rozkaze z 6. června 1941, ale z vlastní iniciativy požadoval po svých jednotkách i zastřelení civilních komunistických komisařů.

Na přelomu let 1941 a 1942 nedaleko Moskvy byly u vojáka z Hoepnerovy tankové skupiny nalezeny fotografie z masakru ve městě Kovnu a na území Litvy a Lotyšska, který se uskutečnily pár dní po napadení SSSR, při kterých byli stříleni komunisté a obyvatelé židovského původu. Tyto fotografie následně byly v SSSR i v zahraničí zveřejněny jako jedny z prvních důkazů německých zvěrstev na okupovaném území.

## Povýšení a vyznamenání

### Data povýšení
- Fähnrich - 18. listopad 1905
- Poručík - 18. srpen 1906
- Nadporučík - 17. únor 1914
- Kapitán - 18. červen 1915
- Major - 1. únor 1926
- Podplukovník - 1. duben 1930
- Plukovník - 1. únor 1933
- Generálmajor - 1. leden 1936
- Generálporučík - 30. leden 1938
- Generál jezdectva - 20. duben 1939
- Generálplukovník - 19. červenec 1940

### Vyznamenání
- Rytířský kříž - 27. říjen 1939
- Domácí řád Hohenzollernů s meči (1. sv. válka)
- Železný kříž II. třídy (1. sv. válka)
- Železný kříž I. třídy (1. sv. válka)
- Spona k železnému kříži II. třídy
- Spona k železnému kříži I. třídy
- Kříž cti
- |  |  |  Služební vyznamenání wehrmachtu od I. do IV. třídy
- Řád Fridrichův, II. třídy s meči (1. sv. válka)